# (31698) Nikolaiortiz
1999 JL33 (asteroide 31698) é um asteroide da cintura principal. Possui uma excentricidade de 0.03187850 e uma inclinação de 1.06731º.
Este asteroide foi descoberto no dia 10 de maio de 1999 por LINEAR em Socorro.